# Polly Scattergood
Polly Scattergood (1987, Colchester, Essex, Inglaterra) es una cantante y escritora de canciones británica. Su lírica ha sido descrita como oscura, intensa y profunda. Fue descrita como "la Kate Bush del siglo XXI". El álbum debut de Scattergood salió a la venta en la primavera de 2009 en el Reino Unido y Estados Unidos, recibiendo comentarios en su mayoría positivos.

## Primeros años
Scattergood creció cerca de Colchester, la mayor de tres hermanos.
Su primer contacto con la música fue tocando un piano de juguete a los 4 años. A la edad de 12 años, habiendo escuchado a la canción de Suzanne Vega "Luka", Scattergood llegó a la conclusión: "La música no tiene que ser tan fuerte para llegar a un mensaje" y "No tienes que gritar. Puedes decir cosas y las personas te escucharán si quieren."
Con 16 años de edad se mudó a Londres. Tomó parte de su tiempo realizando un trabajo en un puesto de mercado para pagar su escuela de música.

## Carrera musical
Scattergood asistió a la escuela Brit School, donde escribió 800 canciones. Después de la graduación llamó la atención del ejecutivo de la industria musical Neil Ferris, quien fue su mánager. Después Ferris presentó Scattergood a Daniel Miller, director de Mute Records, quien la llevó a su actual productor Simon Fisher Turner.
Scattergood lo describe como un cuentista. "Yo escribo canciones acerca de emociones y momentos, no todos son bibliográficos." La canción de debut de Scattergood titulada "Glory Hallelujah" fue estrenada en 2005. Su canción de septiembre de 2007 "Nitrogen Pink" es acerca de la fragilidad de la vida y cómo rápidamente las cosas vienen y van. Fue escrita acerca de «un amigo que enfermó severamente de cáncer, este chico joven de solamente 30 y tuvo una gran y feliz vida pero lentamente deteriorándose». El sencillo "I Hate the Way", el cual fue escrito en un juguete de teclado estrenado el 22 de septiembre de 2008 en ediciones limitadas en 10 inch inyl y iTunes. The song has been described as documenting her emotional instability and penchant of going to bed with unsuitable men.
El 10 de noviembre de 2008, Scattergood fue una invitada en el rob da bank show donde tres de sus canciones fueron tocadas ("I hate the way", "untitled 27" y "nitrogen pink"). Da Bank la llamó "la Kate Bush del siglo XXI". El 28 de noviembre, ella tocó un set acústico en el janice long show ("I hate the way", "Please don't touch" y "I've got a heart"). Cuando le preguntaron sobre su descubrimiento de la música, ella respondió: «Encontré una guitarra cuando tenía 12 años, en el armario, tenía quizás tres cuerdas. En ella me enseñé yo misma».
El 7 de marzo de 2009,  dio una presentación en un estudio en vivo en el BBC Radio 2 Dermot O'Leary show. Su versión de  "Puff, the Magic Dragon"  fue popular con los espectadores.

### Álbum debut
El álbum Polly Scattergood fue estrenado el 9 de marzo de 2009 en Reino Unido y el 19 de mayo en los Estados Unidos. 
"Other Too Endless" fue estrenado como un sencillo del álbum el 23 de febrero de 2009. Fue llamado "record of the week" en el show de Steve Lamacq. La versión descargable incluye una mezcla hecha por Vince Clarke quien es miembro de Erasure. iTunes lo hizo el Sencillo de la semana el 30 de marzo de 2009.  "Please Don't Touch" fue su segundo sencillo, estrenado el 4 de mayo de 2009. Después ella relanzó "Nitrogen Pink" y estrenó "Bunny Club" como sencillos.

### Segundo álbum de estudio
Scattergood ha confirmado por su cuenta de Twitter que actualmente está grabando su segundo álbum. Un demo para el rumoreado primer sencillo llamado "New York, New York" ha sido filtrado al internet.

## Otras actividades
Scattergood usa su cuenta de MySpace para defender una campaña de protesta por un miembro del Consejo de Londres para hacer un trabajo de grafiti del artista Banksy titulado  "One nation under cctv" de Ginglik en la ciudad de Shepherds Bush Empire.
Scattergood y sus amigos muestran pequeñas películas de arte en sus páginas de MySpace y YouTube.